# Ангарський кряж
Анга́рський кряж, — кряж в Іркутській області Росії.
Протягується в південно-східній частині Середньосибірського плоскогір'я від передгір'їв Східного Саяна на північний схід до сточища Нижньої Тунгуски на відстань близько 800 км, заввишки до 1022 м.
Складається з декількох паралельних пасом з вирівняними міжріччями, складений нижньопалеозойськимі карбонатними і террігеннимі відкладеннями, пластами інтрузіями трапів. При перетині трапів річки Ангара і її притоки утворюють великі пороги.
На північному сході — модринова тайга, на південному заході — соснові ліси з масивами ялицево-кедрової тайги. Родовища залізняку.